# Martin Christensen
Martin Christensen ("Polle", født 23. december 1987) er en professionel fodboldspiller, som for det meste spiller på højre fløj. Han spiller i øjeblikket for Åtvidabergs FF.
Den hurtige og driblestærke kantspiller startede sin karriere i den lille klub AIK 65 Strøby, men skiftede som junior til Herfølge Boldklub, hvor hans talent hurtigt blev opdaget.
Allerede som 17-årig debuterede han for Herfølge i Superligaen mod Randers FC. Han spillede over 50 kampe for Herfølge og blev en populær spiller blandt klubbens tilhængere.
Martin Christensen har desuden været fast mand på danske ungdomslandshold siden han i 2005 debuterede på U17-landsholdet i en kamp mod Tyskland.

## Spillerkarriere
- 2002-2007: Herfølge Boldklub, 55 kampe og 4 mål, 1. division og Superligaen.
- 2007-2009 (med nedenstående udlejninger:: Charlton Athletic FC, 0 kampe og 0 mål, Premier League
- 2008-2009: Heracles Almelo, ? kampe og ? mål, Eredivisie
- 2009-2009: Lyngby Boldklub, 1. division
- 2009-2010: Rimini, Serie C1
- 2010-2011: Haugesund
- 2011- ?  : HB Køge

## Eksterne Henvisninger
- Martin Christensens spillerprofil i DBU's Landsholdsdatabase
- Martin Christensens spillerprofil hos Sveriges fodboldforbund (svensk)
- Martin Christensens spillerprofil på Transfermarkt (engelsk)
- Martin Christensens trænerprofil på Transfermarkt (engelsk)
- Martin Christensens profil hos FootballDatabase.eu (engelsk)
- Martin Christensens spillerprofil på Soccerway (engelsk)